# Centre històric de Cabassers
El centre històric de Cabassers és un conjunt del municipi de Cabassers (el Priorat) protegit com a bé cultural d'interès local.

## Descripció
El poble, a 357 m, és allargassat entre el barranc de Montsant i el Barranquet i es compon de tres carrers bàsics a diferents nivells i d'altres travessers que escapen al defora en alguns casos. La part més alta tenia una séquia que davallava pel carrer Major, avui coberta.
Les cases, ben diverses pel que fa a fesomia, són generalment d'un o dos pisos i golfes, fetes de tàpia o paredat, amb reforços de carreu. Els carrers, no gaire rectes, són pavimentats.
Econòmicament es sustenta en els conreus de secà, ametller, olivera, vi i avellaner, també en l'avicultura i un xic de bestiar oví i cabrum. El terme, amb abundant vegetació, bàsicament pinedes i alzinars, és accidentat pel vessant occidentals del Montsant i està regat pels barrancs del mateix nom i el de Cavaloca.

## Història
L'origen de la població es remunta a l'època sarraïna, quan sembla que era anomenada Avincabacer. Fou reconquerida per Ramon Berenguer IV, el qual, el 1149 la cedí als Premonstratesos per a fundar-hi un monestir, i la rebatejà amb el nom de Vall Clara. Els monjos traspassaren llurs drets al bisbat de Tortosa el 1158. Li fou atorgada la carta de població el 1185. Durant els segles xiii i xiv es desenvolupà notablement la qual cosa es manifestà per diverses construccions, engrandiment de la població i per l'aprovació dels usos i costums el 1310; el fogatge de 1378 li atorgava 50 focs.
Fou cap de la Baronia de Cabassers, regida pel bisbe de Tortosa, des de 1515, atorgada a Lluís Mercader, bisbe de Tortosa i prior de Scala Dei. El 1650 marxà quasi tot el poble al moment què entrà un terç francès empestat. L'agost del 1651 fou ocupat pel príncep Joan d'Austria. El 1846 tenia 373 habitants. La població ha mantingut una activitat agrícola decreixent.